# Poyon no Dungeon Room
Poyon no Dungeon Room (ポヨンのダンジョンルーム "La Sala de la Mazmorra de Poyon"?) es un videojuego de rol desarrollado por Birthday y publicado por Hudson Soft para Game Boy Color en febrero de 1999 en Japón. Es un spin-off de la saga Kaijū Monogatari.
- Datos: Q16621246